# Augustin Parent
Pas d'image ? Cliquez ici

a Compétitions nationales et continentales officielles uniquement.

b Matchs officiels uniquement.
Augustin Parent, né le 30 juillet 1935 à Villelongue-de-la-Salanque et mort le 13 avril 2002 à Avignon, est un joueur de rugby à XIII.
Il a notamment joué à Avignon et y remporte la Coupe de France en 1955 et 1956. En 1957, Avignon est en finale du Championnat de France mais Parent est convoqué par l'armée et rejoint alors le bataillon de Joinville. Fort de ses performances en club, il est sélectionné à neuf reprises en équipe de France entre 1956 et 1957, et dispute la Coupe du monde 1957.

## Biographie
Il est sélectionné en équipe de France pour la Coupe du monde 1957 avec ses coéquipiers René Jean, Jacques Merquey et Jean Rouqueirol.

## Palmarès

### Rugby à XIII
- Collectif :
  - Vainqueur de la Coupe de France : 1955 et 1956 (Avignon)[2],[3].